# Stemodiopsis rivae
Stemodiopsis rivae är en tvåhjärtbladig växtart som beskrevs av Adolf Engler. Stemodiopsis rivae ingår i släktet Stemodiopsis och familjen Linderniaceae. Inga underarter finns listade i Catalogue of Life.